# Panasonic Stadium Suita
Il Panasonic Stadium Suita (パナソニックスタジアム吹田?, Panasoniku Suita Sutajiamu), conosciuto anche come Suita City Football Stadium (市立吹田サッカースタジアム?, Shiritsu Suita Sakkā Sutajiamu) è uno stadio situato a Suita, una città della prefettura di Osaka, da cui dista 15 km, in Giappone.
Ospita le partite casalinghe della squadra di calcio del Gamba Osaka, militante nella J1 League giapponese, dal 2016. Gli spalti hanno una capienza di 39.694 spettatori, di cui 1.248 posti sono per i VIP e 414 per i disabili.